# Grand Prix Niemiec 1967

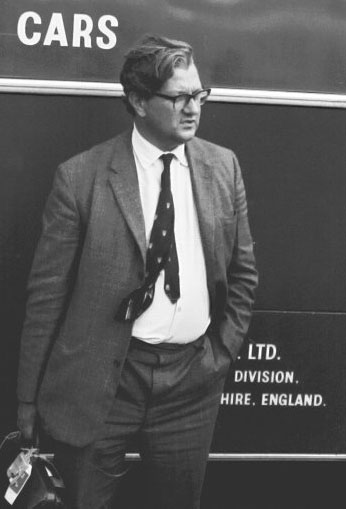
Tony Rudd podczas Grand Prix Niemiec 1967

Grand Prix Niemiec 1967 (oryg. Großer Preis von Deutschland) – siódma runda Mistrzostw Świata Formuły 1 w sezonie 1967, która odbyła się 6 sierpnia 1967, po raz 14. na torze Nürburgring.
29. Grand Prix Niemiec, 15. zaliczane do Mistrzostw Świata Formuły 1.
W wyścigu uczestniczyli również zawodnicy startujący w ramach Formuły 2 (na czerwonym tle).

## Klasyfikacja
| Legenda oznaczeń w tabelach wyników Wyświetl szablon na nowej stronie | Legenda oznaczeń w tabelach wyników Wyświetl szablon na nowej stronie                                                                     |
| Oznaczenie                                                            | Wyjaśnienie |
| --------------------------------------------------------------------- | --- |
| Złoty                                                                 | Zwycięzca lub mistrzostwo |
| Srebrny                                                               | 2. miejsce lub wicemistrzostwo |
| Brązowy                                                               | 3. miejsce lub II wicemistrzostwo |
| Zielony                                                               | Ukończył, punktował (w klasyfikacji generalnej, gdy zdobył co najmniej jeden punkt na przestrzeni sezonu, poza trzema powyższymi opcjami) |
| Niebieski                                                             | Ukończył, nie punktował (w klasyfikacji generalnej, gdy nie zdobył co najmniej jednego punktu na przestrzeni sezonu)                      |
| Czerwony                                                              | Nie zakwalifikował się (NZ) |
| Czerwony                                                              | Nie prekwalifikował się (NPK) |
| Różowy                                                                | Nie ukończył (NU) |
| Różowy                                                                | Niesklasyfikowany (NS) (w klasyfikacji generalnej, gdy nie został sklasyfikowany w żadnym wyścigu sezonu)                                 |
| Czarny                                                                | Zdyskwalifikowany (DK) |
| Czarny                                                                | Wykluczony (WYK/EX) |
| Biały                                                                 | Nie wystartował (NW) |
| Biały                                                                 | Kontuzjowany (K/INJ) |
| Biały                                                                 | Wyścig odwołany (OD/C) |
| Bez koloru                                                            | Został wycofany (WYC/WD) |
| Bez koloru                                                            | Nie przybył (NP/DNA) |
| Bez koloru                                                            | Nie brał udziału w treningach (NT/DNP) |
| Bez koloru                                                            | Nie został zgłoszony (–) |
| Pogrubienie                                                           | Start z pole position |
| Kursywa                                                               | Najszybsze okrążenie wyścigu |
| †                                                                     | Nie ukończył, ale jego rezultat został zaliczony ze względu na przejechanie więcej niż 90% dystansu wyścigu.                              |
| *                                                                     | Sezon w trakcie |
| 1/2/3                                                                 | Punktowana pozycja w sprincie kwalifikacyjnym                                                                                             |
| Lista systemów punktacji Formuły 1                                    | |

| Poz. | Nr. | Kierowca        | Konstruktor     | Okrążeń | Czas/powód NU   | Poz. start. | Punktów |
| ---- | --- | --------------- | --------------- | ------- | --------------- | ----------- | ------- |
| 1    | 2   | Denny Hulme     | Brabham-Repco   | 15      | 2:05:55.7       | 2           | 9       |
| 2    | 1   | Jack Brabham    | Brabham-Repco   | 15      | + 38.5          | 7           | 6       |
| 3    | 8   | Chris Amon      | Ferrari         | 15      | + 39.0          | 8           | 4       |
| 4    | 7   | John Surtees    | Honda           | 15      | + 2:25.7        | 6           | 3       |
| 5    | 24  | Jackie Oliver   | Lotus-Ford      | 15      | + 5:30.7        | 19          |         |
| 6    | 16  | Jo Bonnier      | Cooper-Maserati | 15      | + 8:42.1        | 16          | 2       |
| 7    | 22  | Alan Rees       | Brabham-Ford    | 15      | + 8:4739        | 20          |         |
| 8    | 15  | Guy Ligier      | Brabham-Repco   | 14      | + 1 okrążenie   | 17          | 1       |
| 9    | 18  | Chris Irwin     | BRM             | 13      | + 2 okrążenia   | 15          |         |
| 10   | 27  | David Hobbs     | Lola-BMW        | 13      | + 2 okrążenia   | 22          |         |
| 11   | 6   | Pedro Rodríguez | Cooper-Maserati | 13      | + 2 okrążenia   | 10          |         |
| NU   | 9   | Dan Gurney      | Eagle-Weslake   | 12      | Wał prz. napędu | 4           |         |
| n.u. | 29  | Jacky Ickx      | Matra-Ford      | 12      | Zawieszenie     | 22          |         |
| NC   | 29  | Brian Hart      | Protos-Ford     | 12      | +3 okrążenia    | 25          |         |
| NU   | 14  | Jo Siffert      | Cooper-Maserati | 12      | Pompa paliwa    | 12          |         |
| NU   | 4   | Graham Hill     | Lotus-Ford      | 8       | Zawieszenie     | 13          |         |
| NU   | 17  | Hubert Hahne    | Lola-BMW        | 6       | Zawieszenie     | 14          |         |
| NU   | 11  | Jackie Stewart  | BRM             | 5       | Mech. różnicowy | 3           |         |
| NU   | 3   | Jim Clark       | Lotus-Ford      | 4       | Zawieszenie     | 1           |         |
| NU   | 5   | Jochen Rindt    | Cooper-Maserati | 4       | Radiator        | 23          |         |
| n.u. | 29  | Kurt Ahrens Jr. | Protos-Ford     | 4       | Radiator        | 23          |         |
| NU   | 10  | Bruce McLaren   | Eagle-Weslake   | 3       | Wyciek oleju    | 5           |         |
| NU   | 12  | Mike Spence     | BRM             | 3       | Mech. różnicowy | 11          |         |
| n.u. | 23  | Jo Schlesser    | Matra-Ford      | 2       | Silnik          | 21          |         |
| n.u. | 20  | Gerhard Mitter  | Brabham-Ford    | 0       | Silnik          | 24          |         |